# Zool
Zool: Ninja of the Nth Dimension es un juego de plataformas  originalmente producido para el Amiga por Gremlin Interactive en 1992. Tuvo una secuela:  Zool 2 en 1993.

## Gameplay
El juego es un juego de plataforma puro y duro. Su protagonista es Zool, un gremlin "Ninja" que para mejorar su ninja ranking,  tiene que pasar siete niveles, batiendo a un jefe al final de cada uno. El juego contiene minigames. 

## Desarrollo
Zool Estuvo diseñado para competir contra el famoso personaje de Sega Sónic el Erizo. George Allen vino con la idea de Zool cuando  fue criticado por su juego anterior Switchblade II . Originalmente Zool podría lanzar hechizos pero en la versión final, los hechizos fueron reemplazados por power-ups. La banda sonora fue de Patrick Phelan. 
Zool fue adaptado para Atari ST, Game Boy, Sega Mega Drive, SNES, Master System, Sega Game Gear, Amiga CD32, PC, y RISC OS plataforma, así como para las máquinas recreativas.
Dos novelas juveniles basadas en los juegos fueron editas: Cool Zool y Zool Rules, fueron publicadas en 1995 por Boxtree. Una guía del juego paso a paso fue publicada en 2010, donde se explica como hacer una versión del juego usando el GameMaker Estudio.

## Recepción
El juego original para Amiga fue aclamdo con puntuaciones del 97%, 96%, 95% de Amiga Informática, Amiga Acción y Amiga Formato respectivamente. Electrónico Gaming Mensual valoó la versión de Génesis con un 5.8 de 10. GamePro Dio una revisión positiva, alabando sus gráficos el sonido.
Retrospectivamente, Vírgin Media incluyó a Zool en su lista de diez mejores videojuegos de ninjas. En 2011, Wirtualna Polska resalto su "dificultad" absurdamente alta.